# La Madeleine (Paris)

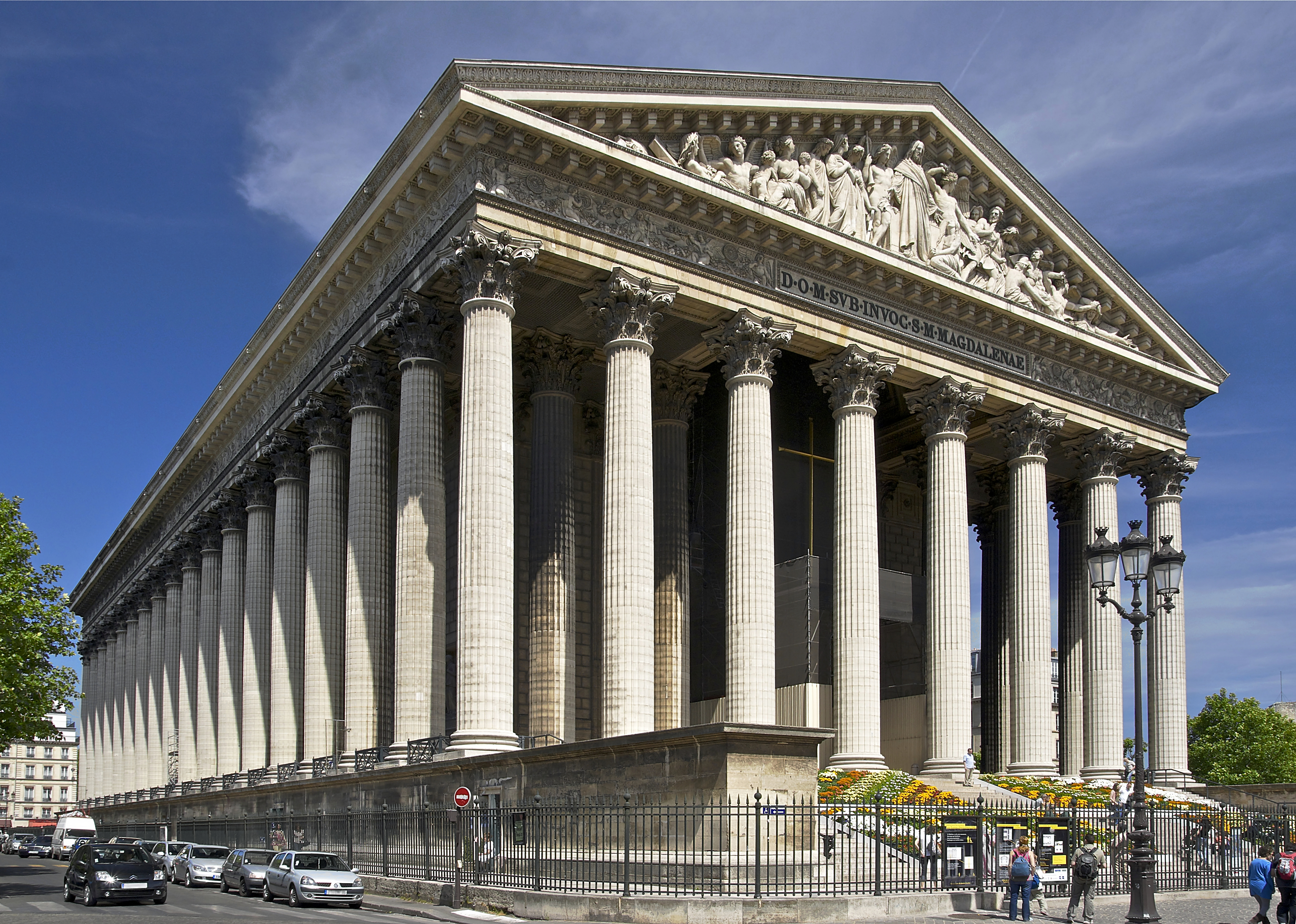
La Madeleine in Paris

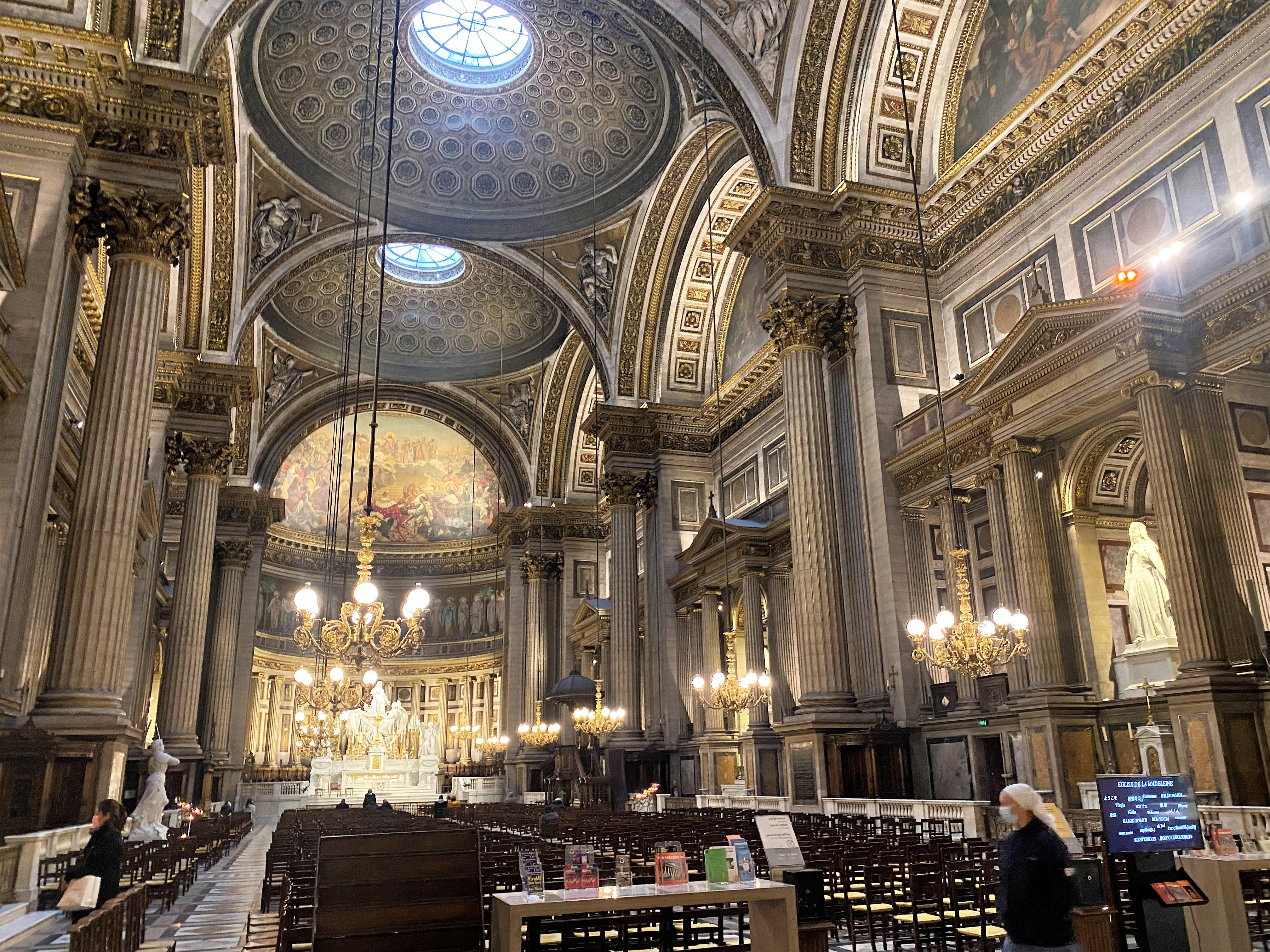
Kirchenschiff

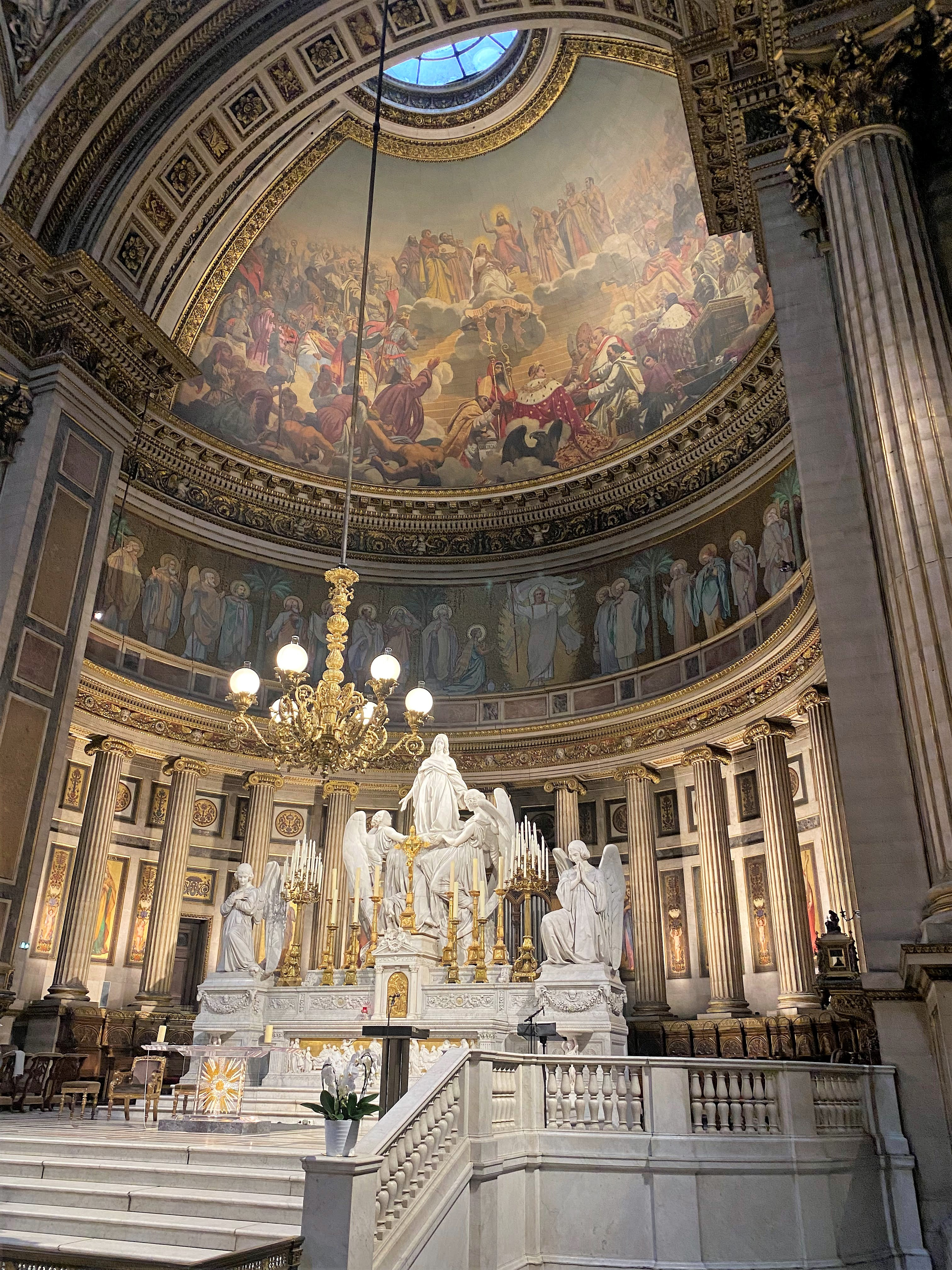
Chorraum und Hochaltar

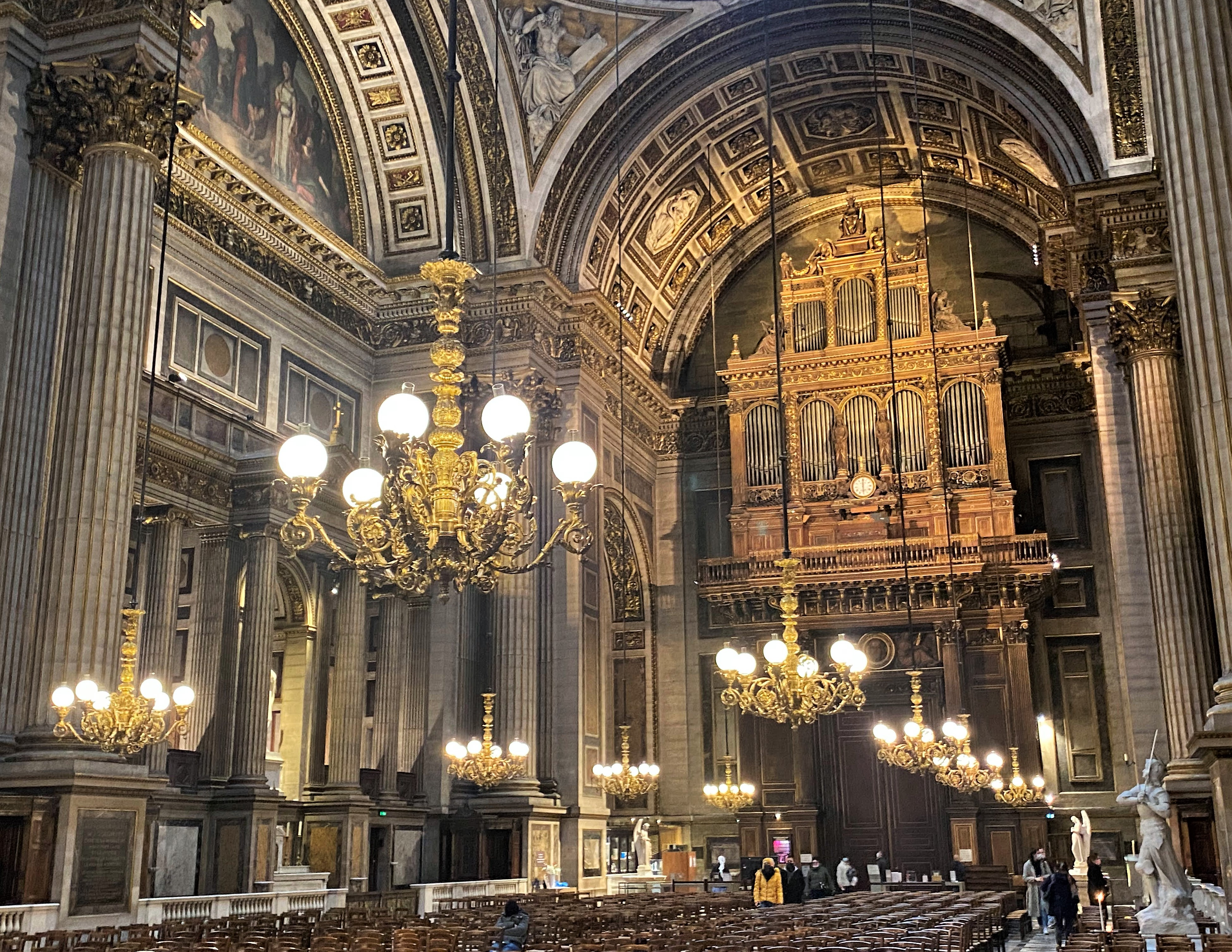
Innenraum mit Blick zur Orgel

Die Pfarrkirche La Madeleine (Sainte-Marie-Madeleine, deutsch St. Maria Magdalena) gehört zu den bedeutendsten Sehenswürdigkeiten in Paris. Sie steht im 8. Arrondissement etwa 400 m nordöstlich der Place de la Concorde und rund 500 m südwestlich der Opéra Garnier.

## Geschichte
Unter König Ludwig XV. wurde 1764 an diesem Ort mit dem Bau einer Kirche nach dem Entwurf des Architekten Pierre Contant d’Ivry begonnen. Sie sollte mit ihrer Portikus und einer Kuppel einen monumentalen Blickpunkt aus der Sicht von der nahen, gleichzeitig angelegten Place Louis XV, der heutigen Place de la Concorde, bieten. Der Bau ging nur schleppend voran. Die Arbeiten wurden im Dezember 1791 aufgrund der Französischen Revolution unterbrochen. Damals standen nur Partien der Außenwände und die Säulen der Portikus an der Südseite. In der Revolutionszeit gab es verschiedene, nicht realisierte Pläne für die Fertigstellung und Nutzung des Gebäudes, unter anderem als Börse, als Handelsgericht oder als Parlamentsgebäude.
Am 2. Dezember 1806 beschloss Napoleon I., unter Verwendung der Fundamente und aufgehender Teile des vorrevolutionären Baus einen Temple à la Gloire – eine Ruhmeshalle für seine Soldaten – zu bauen. Der klassizistische Entwurf des Architekten Pierre-Alexandre Vignon (1763–1823) für diese Ruhmeshalle ähnelt mit seinen 52 korinthischen Säulen einem antik-römischen Podiumstempel. Nach dem Russlandfeldzug 1812 rückte Napoleon allerdings von seinem Plan einer Ruhmeshalle ab und kehrte zum ursprünglichen Projekt einer Kirche zurück. Nach dem Fall Napoleons beschloss König Ludwig XVIII., das Gebäude als Kirche zum Andenken an Ludwig XVI. und Marie-Antoinette fertigstellen zu lassen. Abgeschlossen wurden die Bauarbeiten unter Louis-Philippe von dem Architekten Jean-Jacques-Marie Huvé (1783–1852) im Jahre 1842. Am 9. Oktober 1845 wurde das Gebäude als Pfarrkirche geweiht.
1915 wurde die Kirche als Monument historique unter Denkmalschutz gestellt.
In der Kirche fanden die Totenmessen u. a. für Frédéric Chopin († 1849), Jacques Offenbach († 1880), Charles Gounod († 1893), Camille Saint-Saëns († 1921), Gabriel Fauré († 1924), Coco Chanel († 1971), Josephine Baker († 1975), Marlene Dietrich († 1992), Charles Trenet († 2001) und Johnny Hallyday († 2017) statt.

## Architektur
Die Baugestalt der Madeleine-Kirche ist für ein christliches Gotteshaus sehr ungewöhnlich. Dies erklärt sich aus der langen Baugeschichte mit dem Wechsel der Nutzungsabsichten. Während der Außenbau sich am Modell des römischen Tempels orientiert, ist das Innere mit seinen drei aufeinander folgenden Kuppeln den Haupträumen römischer Thermen nachgebildet. Die Innenausstattung der Kirche entstammt vorwiegend den Jahren 1830–1840. Als besonders sehenswert gilt die Statue der Maria Magdalena von Carlo Marochetti.
La Madeleine bildet den nördlichen Abschluss einer städtebaulich bedeutenden Achse, die die Kirche über die Rue Royale, die Place de la Concorde und den Pont de la Concorde mit dem Palais Bourbon verbindet.

## Orgeln

### Hauptorgel

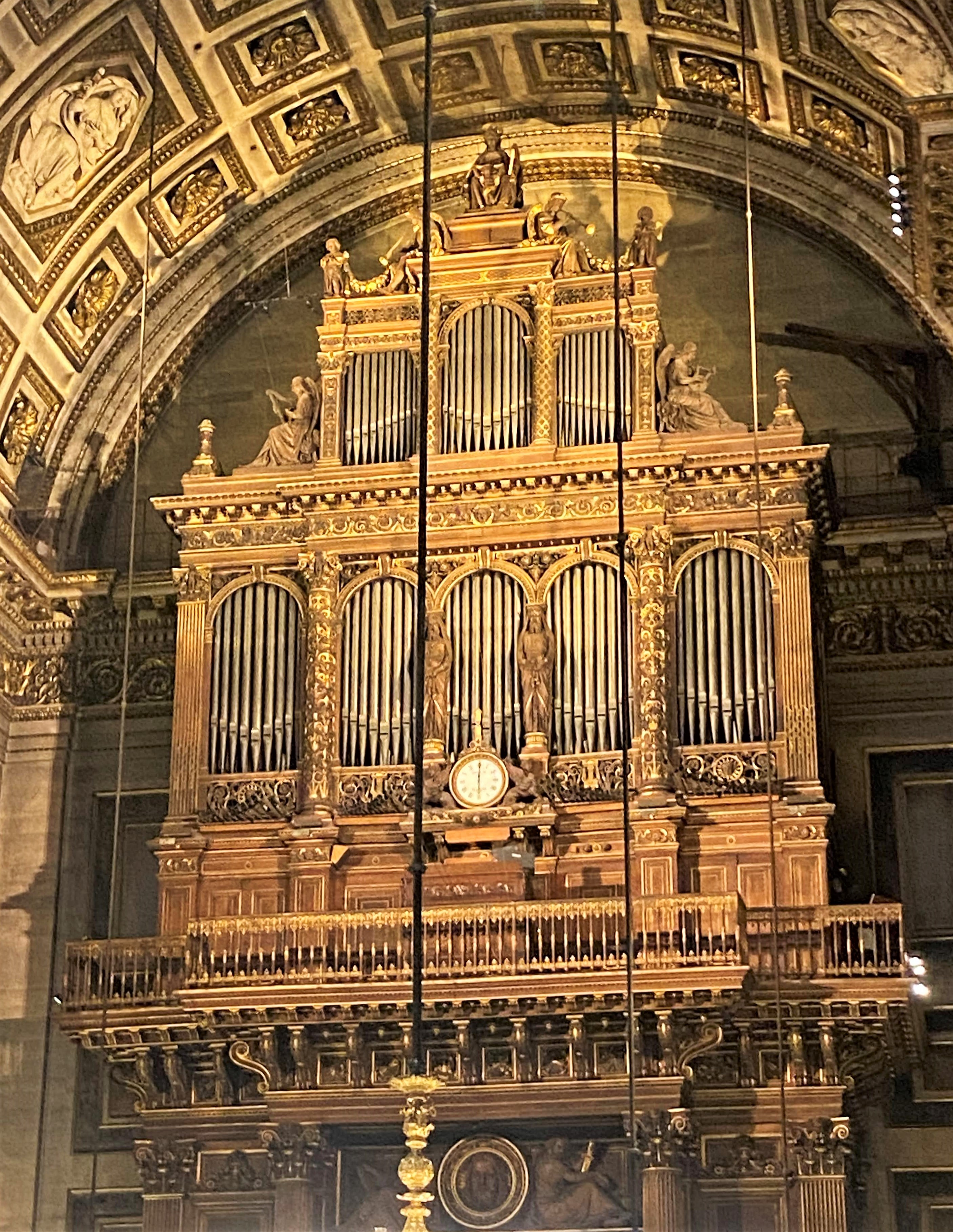
Hauptorgel

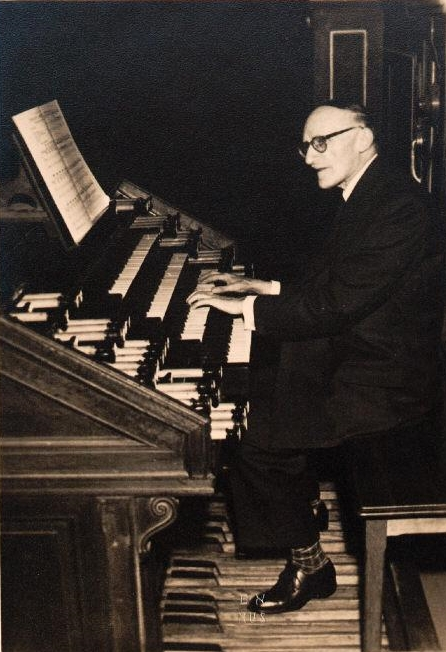
Édouard Mignan am Spieltisch der Hauptorgel

Die Orgel von La Madeleine wurde 1846 von Aristide Cavaillé-Coll mit 48 Registern erbaut. Das Instrument gilt als Meilenstein in Cavaillé-Colls Entwicklung: Zum ersten Mal verwendete er hier zahlreiche Streicher und das Register Voix céleste,  baute einen freistehenden Spieltisch und setzte Appels für die Jeux de Combinaisons ein. Außerdem verzichtete er außer im Hauptwerk auf Mixturen. Der Prospekt ist im Stile der italienischen Renaissance gestaltet. Die Disposition lautete:
| I Grand-Orgue C–f3 |                  |       |
| 01.                | Montre           | 16′   |
| 02.                | Violon-Basse     | 16′   |
| 03.                | Montre           | 08′   |
| 04.                | Salicional       | 08′   |
| 05.                | Flûte harmonique | 08′   |
| 06.                | Bourdon          | 08′   |
| 07.                | Prestant         | 04′   |
| 08.                | Quinte *         | 2 ⁄3′ |
| 09.                | Doublette *      | 02′   |
| 10.                | Fourniture V *   |       |
| 11.                | Cymbale V *      |       |
| 12.                | Trompette *      | 08′   |
| 13.                | Cor anglais *    | 08′   |

| II Positif C–f3 |                   |     |
| 14.             | Montre            | 08′ |
| 15.             | Flûte douce       | 08′ |
| 16.             | Viole de Gambe    | 08′ |
| 17.             | Voix céleste      | 08′ |
| 18.             | Prestant          | 04′ |
| 19.             | Dulciane *        | 04′ |
| 20.             | Octavin *         | 02′ |
| 21.             | Trompette *       | 08′ |
| 22.             | Basson-Hautbois * | 08′ |

| III Bombardes C–f3 |                            |     |
| 23.                | Soubasse                   | 16′ |
| 24.                | Flûte harmonique           | 08′ |
| 25.                | Flûte traversière          | 08′ |
| 26.                | Basse                      | 08′ |
| 27.                | Flûte octaviante           | 04′ |
| 28.                | Octavin *                  | 02′ |
| 29.                | Bombarde *                 | 16′ |
| 30.                | 1re Trompette harmonique * | 08′ |
| 31.                | 2me Trompette harmonique * | 08′ |
| 32.                | Clairon *                  | 04′ |

| IV Récit expressif (schwellbar) C–f3 |                        |    |
| 33.                                  | Flûte harmonique       | 8′ |
| 34.                                  | Bourdon                | 8′ |
| 35.                                  | Flûte octaviante *     | 4′ |
| 36.                                  | Octavin *              | 2′ |
| 37.                                  | Trompette harmonique * | 8′ |
| 38.                                  | Musette                | 8′ |
| 39.                                  | Voix Humaine           | 8′ |
| 40.                                  | Clairon harmonique *   | 4′ |
|                                      | Trémolo                |    |

| Pédale C–c1 |                |     |
| 41.         | Quintaton      | 32′ |
| 42.         | Contrebasse    | 16′ |
| 43.         | Grosse Flûte   | 08′ |
| 44.         | Violoncelle    | 08′ |
| 45.         | Bombarde *     | 16′ |
| 46.         | Basse-contre * | 16′ |
| 47.         | Trompette *    | 08′ |
| 48.         | Clairon *      | 04′ |

Die mit * bezeichneten Register gehören zu den Jeux de combinaison.
Anmerkungen
1. ↑  Heute im Récit.
2. 1 2  1927 entfernt.
3. ↑  Heute im Positif.

1927 tauschte Mutin zwei Register aus. Roethinger und Robert Boisseau änderten 1957 sechs Register. 1971 wurden die originale mechanische Ton-Traktur (mit Barkerhebel) von der Firma Danion & Gonzalez durch ein elektrisches System ersetzt und der alte Spieltisch völlig verändert; dabei wurden auch der Tonumfang erweitert, drei Register ergänzt und die beiden Register von Mutin ersetzt. 1987 erfolgte eine Umstellung auf elektropneumatische Traktur durch Bernard Dargassies. 2002 wurden schließlich noch zwei von Cavaillé-Coll vorgesehene Horizontalzungen von Dargassies hinzugefügt. Das Instrument hat heute 60 Register verteilt auf vier Manuale und Pedal, wobei 46 noch original von Cavaillé-Coll stammen. Die Disposition lautet:
| I Grand-Orgue C–g3 |                  |       |
| 01.                | Montre           | 16′   |
| 02.                | Gambe            | 16′   |
| 03.                | Montre           | 08′   |
| 04.                | Salicional       | 08′   |
| 05.                | Flûte harmonique | 08′   |
| 06.                | Bourdon          | 08′   |
| 07.                | Prestant         | 04′   |
| 08.                | Quinte           | 2 ⁄3′ |
| 09.                | Doublette        | 02′   |
| 10.                | Piccolo          | 01′   |
| 11.                | Fourniture V     |       |
| 12.                | Cymbale V        |       |
| 13.                | Cornet V         |       |
| 14.                | Trompette        | 08′   |
| 15.                | Cor anglais      | 08′   |

| II Positif C–g3 |                      |     |
| 16.             | Montre               | 08′ |
| 17.             | Flûte douce          | 08′ |
| 18.             | Viole de Gambe       | 08′ |
| 19.             | Voix céleste         | 08′ |
| 20.             | Prestant             | 04′ |
| 21.             | Dulciane             | 04′ |
| 22.             | Octavin              | 02′ |
| 23.             | Trompette            | 08′ |
| 24.             | Musette              | 08′ |
| 25.             | Clairon              | 04′ |
|                 | en chamade           |     |
|                 | Trompette en chamade | 16′ |
| 26.             | Trompette en chamade | 08′ |
|                 | Clairon en chamade   | 08′ |
| 27.             | Clairon en chamade   | 04′ |

| III Bombardes C–g3 |                   |     |
| 28.                | Soubasse          | 16′ |
| 29.                | Flûte harmonique  | 08′ |
| 30.                | Flûte traversière | 08′ |
| 31.                | Basse             | 08′ |
| 32.                | Flûte octaviante  | 04′ |
| 33.                | Octavin           | 02′ |
| 34.                | Fourniture IV     |     |
| 35.                | Cornet III        |     |
| 36.                | Bombarde          | 16′ |
| 37.                | Trompette         | 08′ |
| 38.                | Clairon           | 04′ |

| IV Récit expressif (schwellbar) C–g3 |                  |       |
| 39.                                  | Flûte harmonique | 08′   |
| 40.                                  | Bourdon céleste  | 08′   |
| 41.                                  | Prestant         | 04′   |
| 42.                                  | Flûte octaviante | 04′   |
| 43.                                  | Octavin          | 02′   |
| 44.                                  | Larigot          | 1 ⁄3′ |
| 45.                                  | Plein Jeu IV     |       |
| 46.                                  | Cymbale III      |       |
| 47.                                  | Bombarde         | 16    |
| 48.                                  | Trompette        | 08′   |
| 49.                                  | Basson-Hautbois  | 08′   |
| 50.                                  | Voix Humaine     | 08′   |
| 51.                                  | Clairon          | 04′   |
|                                      | Trémolo          |       |

| Pédale C–g1 |             |     |
| 52.         | Quintaton   | 32′ |
| 53.         | Contrebasse | 16′ |
| 54.         | Flûte       | 08′ |
| 55.         | Violoncelle | 08′ |
| 56.         | Flûte       | 04′ |
| 57.         | Bombarde    | 16′ |
| 58.         | Basson      | 16′ |
| 59.         | Trompette   | 08′ |
| 60.         | Clairon     | 04′ |

- Koppeln: Pos/GO, Rec/GO, Bom/GO, Rec/Pos, Rec/Bom, Bom/Pos, Rec/GO en 4′, Bom/GO en 16′, Rec en 4′, Rec en 16′ Suppression Rec en 8′, GO/P, Pos/P, Rec/P, Bom/P; GO/P en 4′, Pos/P en 4′, Bom/P en 4′, Rec/P en 4′.
- Spielhilfen: Appel Anches GO, Pos, Bom, Rec, Ped; Tutti Pleins-Jeux, Tutti général, Crescendo des jeux; Combinateur: 15 × 16 combinaisons.

Anmerkungen
1. 1 2 3 4 5  1971 von Danion-Gonzalez hinzugefügt.
2. ↑  Ab c0, Extension von Nr. 26
3. 1 2  2002 von Bernard Dargassies hinzugefügt.
4. ↑  Ab c0, Extension von Nr. 27.
5. 1 2 3 4  1957 von Roethinger und Robert Boisseau hinzugefügt.
6. 1 2  1987 von Bernard Dargassies hinzugefügt.
7. ↑  Ursprünglich bis c1, 1927 von Mutin bis f1, 1971 von Danion-Gonzalez bis g1 erweitert.

### Chororgel

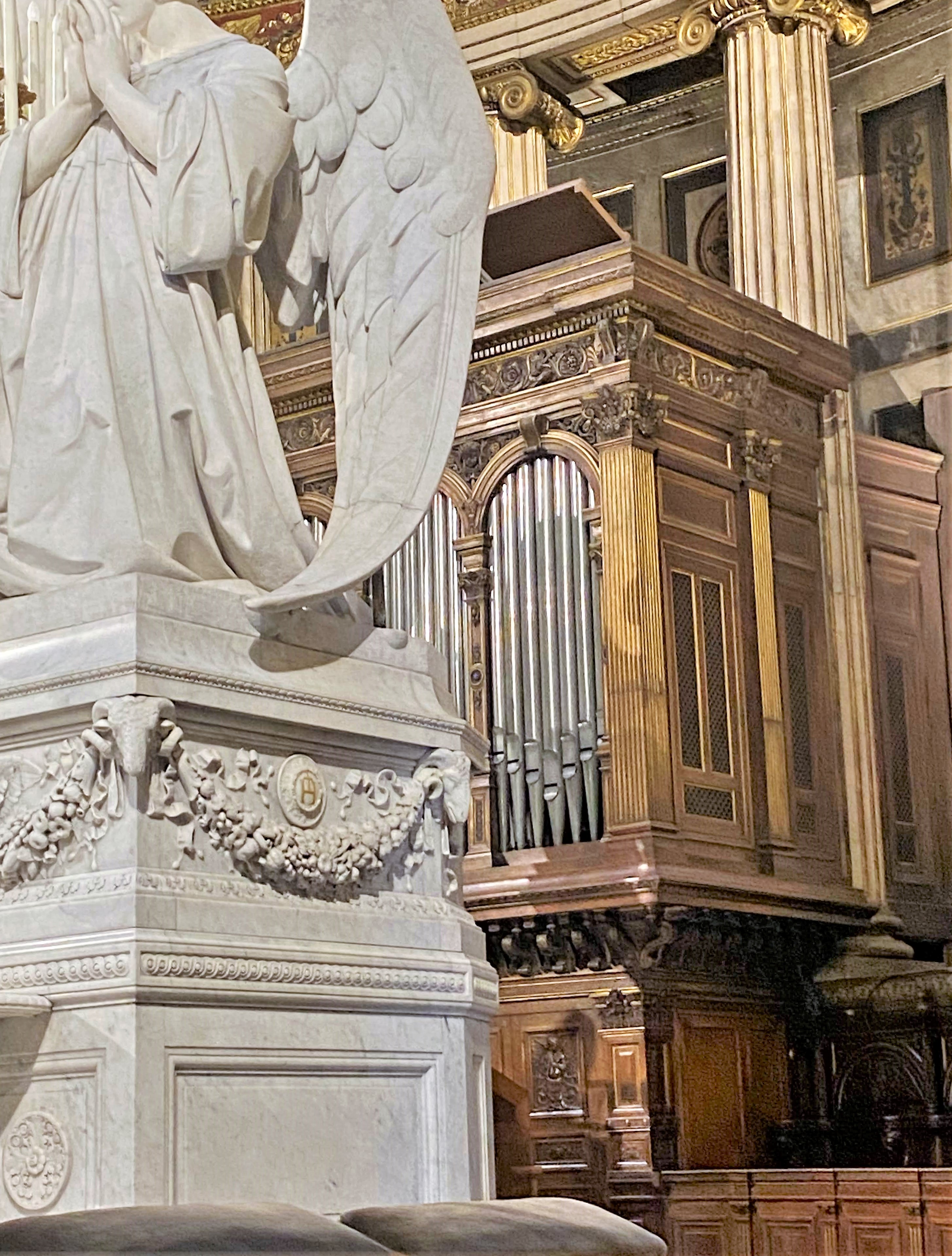
Chororgel

Die Chororgel wurde 1843 von Aristide Cavaillé-Coll erbaut und mehrfach verändert. Sie verfügt über zwei Manuale und 16 Register und befindet sich hinter dem Hochaltar.

## Organisten
Die Titularorganisten an der Madeleine waren:
- 1842–1846: Charles-Alexandre Fessy
- 1847–1858: Louis Lefébure-Wély
- 1858–1877: Camille Saint-Saëns
- 1877–1896: Théodore Dubois
- 1896–1905: Gabriel Fauré
- 1905–1934: Henri Dallier
- 1935–1962: Édouard Mignan
- 1962–1968: Jeanne Demessieux
- 1969–1979: Odile Pierre
- Seit 1979: François-Henri Houbart

Zu den Besuchern während der Zeit Saint-Saëns’ gehörten Franz Liszt und Robert Schumann. Zu den Vertretungsorganisten gehörten Charles-Marie Widor, Eugène Gigout und Nadia Boulanger.